# Buteo swainsoni
Buteo swainsoni са вид птици от семейство Ястребови (Accipitridae). Те са сравнително едри мишелови, които най-често се хранят с полски скакалци. Летния размножителен сезон прекарват в прериите в западната част на Северна Америка, а останалото време – в Аржентина, изминавайки при миграцията си над 20 хиляди километра.